# Liste der brasilianischen Botschafter in Polen
Die brasilianische Botschaft befindet sich in der ul. Bajońska 15 in Warschau.

## Geschichte
Von 1908 bis 1913 befand sich das brasilianische Generalkonsulat in der ul. Wilcza 44 in Warschau, Kongresspolen.
Nach dem Ende der Teilungen Polens nahmen 1920 die polnische und die brasilianische Regierung haben diplomatische Beziehungen aufgenommen. Von 1919 bis 1922 befand sich die Botschaft in ul. Wilcza 44, von 1925 bis 1932 in der Villa Zamboniego „Klara“ in al. Róż 4 in Warschau, von 1932 bis 1936 in der Hotel Europejski przy ul. Krakowskie Przedmieście 13, anschließend nahm die Botschaft in Mietshäusern Quartier: 1938 in der ul. Wiejska 12 und 1939 in der ul. Wiejska 16.
In Warschau hatten Fernando de Mesquita Braga (1928), Carlos Ribeiro de Faria, Alvaro de Magalhaes, Edgardo Brabedo und Jorge Kirchhofer Cabral Exequatur als Konsul, die Letzterem am 18. Februar 1939 erteilt worden war.

## Missionschefs
| Ernannt       | Name                                  | Bemerkungen                                       | ernannt während der Regierung von    | akkreditiert während der Regierung von | Posten verlassen |
| ------------- | ------------------------------------- | ------------------------------------------------- | ------------------------------------ | -------------------------------------- | ---------------- |
| 1921          | Reinaldo de Lima e Silva              |                                                   | Epitácio da Silva Pessoa             | Józef Piłsudski                        |                  |
| 24. Feb. 1923 | Alcibiades Pecanha                    |                                                   | Artur da Silva Bernardes             | Stanisław Wojciechowski                |                  |
| 22. Aug. 1931 | Jose Francisco de Barros Pimentel     |                                                   | Getúlio Vargas                       | Ignacy Mościcki                        |                  |
| 3. Juni 1937  | Jeronymo de Avelar Figueira de Mello  |                                                   | Getúlio Vargas                       | Ignacy Mościcki                        |                  |
| 1937          | Jorge Latour                          | Geschäftsträger                                   | Getúlio Vargas                       | Ignacy Mościcki                        |                  |
| 1. Juni 1939  | Joaquim Eulalio do Nascimento e Silva |                                                   | Getúlio Vargas                       | Bolesław Wieniawa-Długoszowski         |                  |
| 1941          | Joaquim de Sousa Leao                 | Geschäftsträger                                   | Getúlio Vargas                       | Władysław Raczkiewicz                  |                  |
| 26. Sep. 1947 | Trojano Medeiros do Paco              |                                                   | Eurico Gaspar Dutra                  | Bolesław Bierut                        |                  |
| 2. Nov. 1951  | Ilmar Penna Marinho                   | Geschäftsträger                                   | Getúlio Vargas                       | Bolesław Bierut                        |                  |
| 23. März 1954 | Frank de Mondonca Moscoco             |                                                   | João Café Filho                      | Aleksander Zawadzki                    |                  |
| 19. Feb. 1959 | Roberto Chalu Pacheco                 | Geschäftsträger                                   | Juscelino Kubitschek                 | Aleksander Zawadzki                    |                  |
| 16. Sep. 1959 | Nelson Tabajara de Oliveira           |                                                   | Juscelino Kubitschek                 | Aleksander Zawadzki                    |                  |
| 29. Juni 1961 | Amaury Bier                           | Geschäftsträger                                   | Jânio Quadros                        | Aleksander Zawadzki                    |                  |
| 14. Apr. 1962 | Maury Gurgel Valente                  |                                                   | João Goulart                         | Aleksander Zawadzki                    |                  |
| 12. Nov. 1964 | Roberto Chalu Pacheco                 | Geschäftsträger                                   | João Goulart                         | Edward Ochab                           |                  |
| 7. Okt. 1966  | Alfredo Teixeira Vallando             |                                                   | Humberto Castelo Branco              | Edward Ochab                           |                  |
| 6. Okt. 1973  | Carlos Calero Rodrigues               |                                                   | Emílio Garrastazu Médici             | Henryk Jabłoński                       |                  |
| 30. Juni 1979 | Sonia Maria de Castro                 | Geschäftsträger                                   | João Baptista de Oliveira Figueiredo | Henryk Jabłoński                       |                  |
| 17. Dez. 1979 | José Osvaldo de Meira Penna           |                                                   | João Baptista de Oliveira Figueiredo | Henryk Jabłoński                       |                  |
| 15. Juni 1981 | Gerson Machado Pires Filho            | Geschäftsträger                                   | João Baptista de Oliveira Figueiredo | Henryk Jabłoński                       |                  |
|               | Armindo Branco Mendes Cadaxa          |                                                   | João Baptista de Oliveira Figueiredo | Henryk Jabłoński                       |                  |
| 20. Dez. 1985 | René Loncan                           | Geschäftsträger                                   | José Sarney                          | Wojciech Jaruzelski                    |                  |
| 17. Juni 1986 | Alcides da Costa Guimaraes Filho      |                                                   | José Sarney                          | Wojciech Jaruzelski                    |                  |
| 24. Okt. 1990 | Cesar de Paiva Leite Filho            | Geschäftsträger                                   | Fernando Collor de Mello             | Wojciech Jaruzelski                    |                  |
| 18. Jan. 1991 | João Augusto de Médicis               |                                                   | Fernando Collor de Mello             | Lech Wałęsa                            | 19. Dez. 1993    |
| 19. Dez. 1993 | Joao Batista da Costa                 | Geschäftsträger                                   | Itamar Franco                        | Lech Wałęsa                            |                  |
| 16. März 1994 | Luiz Villarinho Pedroso               |                                                   | Itamar Franco                        | Lech Wałęsa                            |                  |
| 22. März 1999 | Carlos Alberto de Azevedo Pimentel    |                                                   | Fernando Henrique Cardoso            | Aleksander Kwaśniewski                 |                  |
| 24. Okt. 2003 | Marcelo Andrade de Moraes Jardim      |                                                   | Luiz Inácio Lula da Silva            | Aleksander Kwaśniewski                 |                  |
| 23. Okt. 2008 | Carlos Alberto Simas Magalhães        | [ 1 ]                                             | Luiz Inácio Lula da Silva            | Lech Kaczyński                         |                  |
| 14. Mai 2013  | Jorge Geraldo Kadri                   |                                                   | Dilma Rousseff                       | Bronisław Komorowski                   |                  |
| 30. Dez. 2014 | Alfredo Cesar Martinho Leoni          | 15. Juli 2009: Botschafter in Islamabad und Kabul | Dilma Rousseff                       | Bronisław Komorowski                   |                  |